# バルトの虎
バルトの虎（バルトのとら、エストニア語:Balti tiigrid、ラトビア語:Baltijas tīģeri、リトアニア語:Baltijos tigrai）とは、2000年から2007年頃にかけて経済発展を成し遂げたバルト三国であるエストニア・ラトビア・リトアニアの総称。同語は、東アジアとアイルランドにおける経済発展を指す、「アジア四小龍」と「ケルトの虎」に倣って作られたものである。

## 概要
2000年以後、バルト三国は大規模な経済改革と自由化を実行した。そのことから、3国の安価ながらも高い技術力をほこる労働力と結合する形で、莫大な海外からの投資と経済発展を呼び起こすことに成功した。2000年から2007年にかけて、3国はヨーロッパにおいて最高の経済成長率を誇ることとなり、2004年5月には、EUに同時加盟した。2006年2月までは、3国ともEUにおける平均失業率を下回ることとなった。中でも、エストニアは世界で最も自由主義が進んだ10ヶ国とされており、2006年には世界銀行によって、高中所得国から高所得国に格上げされた。2011年1月1日には、エストニアが他の2国に先駆け、ユーロの使用を開始した。
バルト三国の経済は、少なくとも2010年までは、90年代後半にアイルランドで起きた好況と同様に、5～10%の高い経済成長率を伴い、国内総生産が劇的に上昇することが見込まれていた。しかし、現在では3国における一人当り購買力平価は、EU平均の約50～65%という状態のまま、上昇が収束することが予測されている。それでも、EU平均の55%という現状ですら、経済成長が始まる1999年にラトビアとリトアニアの一人当り購買力平価が、EU平均の僅か25%しかなかったことを考慮すれば、短期間の間に目まぐるしい経済成長を遂げた事例として、注目に値すると言っても過言ではない。
バルト三国における経済成長の否定的な特徴の一つは、原材料価格の上昇による経常収支赤字の増加、銀行の海外借り入れ・貸し出しの増大などが挙げられる。これらは、一部の経済学者達に、ラトビアとエストニアにおける『硬着陸』シナリオと財政危機の到来を的確に予測させることとなった。一方で、両国は公債発行残高の対GDP比率がエストニアが7.1%、ラトビアが36.6%と非常に低い比率を誇っており)、中央銀行もM1マネーサプライに等しい準備金を保持しているという側面もある。
2007年の世界金融危機により、翌2008年の3国の年間GDP成長率はリトアニアが3.0%、ラトビアが-4.6%とエストニアが-3.6%にまで落ち込むこととなった。金融危機が東部ならびに中央ヨーロッパで猛威を振るったため、2009年半ばまでに、3国の経済は世界の中でも特に壊滅的な打撃に見舞われることとなった。2010年にエストニアの経済状態は安定し、経済は2011年に4%の成長を予期して、再び成長し始めた。

## 指数

### 年間GDP成長率
|                                                                             | 2000 | 2001 | 2002 | 2003  | 2004 | 2005  | 2006  | 2007  | 2008  | 2009   | 2010  | 2011 |
| --------------------------------------------------------------------------- | ---- | ---- | ---- | ----- | ---- | ----- | ----- | ----- | ----- | ------ | ----- | ---- |
| エストニア                                                                  | 9.7% | 7.7% | 7.8% | 7.1%  | 7.5% | 9.2%  | 10.4% | 6.3%  | −3.6% | −13.9% | 2.4%  | 3.6% |
| ラトビア                                                                    | 6.9% | 8.0% | 6.5% | 7.2%  | 8.7% | 10.6% | 12.2% | 10.0% | −4.6% | −17.8% | −0.6% | 2.9% |
| リトアニア                                                                  | 4.2% | 6.7% | 6.9% | 10.2% | 7.4% | 7.8%  | 7.8%  | 8.9%  | 3.0%  | −14.9% | 1.3%  | 3.3% |
| International Monetary Fund より引用。(2010年と2011年はIMFの予測によるもの) |      |      |      |       |      |       |       |       |       |        |       |      |

### 購買力平価
単位はUS$。括弧内の%はEU平均を100とした場合の比率。
|                                       | 2000          | 2001           | 2002           | 2003           | 2004           | 2005           | 2006           | 2007           | 2008           | 2009           |
| ------------------------------------- | ------------- | -------------- | -------------- | -------------- | -------------- | -------------- | -------------- | -------------- | -------------- | -------------- |
| エストニア                            | 9,909 (40.0%) | 10,935 (42.6%) | 12,044 (46.0%) | 13,284 (49.6%) | 14,882 (53.3%) | 16,618 (57.1%) | 18,908 (61.4%) | 20,886 (64.5%) | 20,561 (62.2%) | 17,908 (56.0%) |
| ラトビア                              | 7,688 (31.1%) | 8,542 (33.3%)  | 9,315 (35.6%)  | 10,262 (38.3%) | 11,506 (41.2%) | 13,181 (45.3%) | 15,355 (49.9%) | 17,471 (54.0%) | 17,111 (51.7%) | 14,255 (44.6%) |
| リトアニア                            | 8,437 (34.1%) | 9,257 (36.1%)  | 10,088 (38.5%) | 11,410 (42.6%) | 12,622 (45.2%) | 14,218 (48.8%) | 15,927 (51.7%) | 18,094 (55.9%) | 19,090 (57.7%) | 16,542 (51.7%) |
| International Monetary Fundより引用。 |               |                |                |                |                |                |                |                |                |                |